# 中国大陆火车票实名制

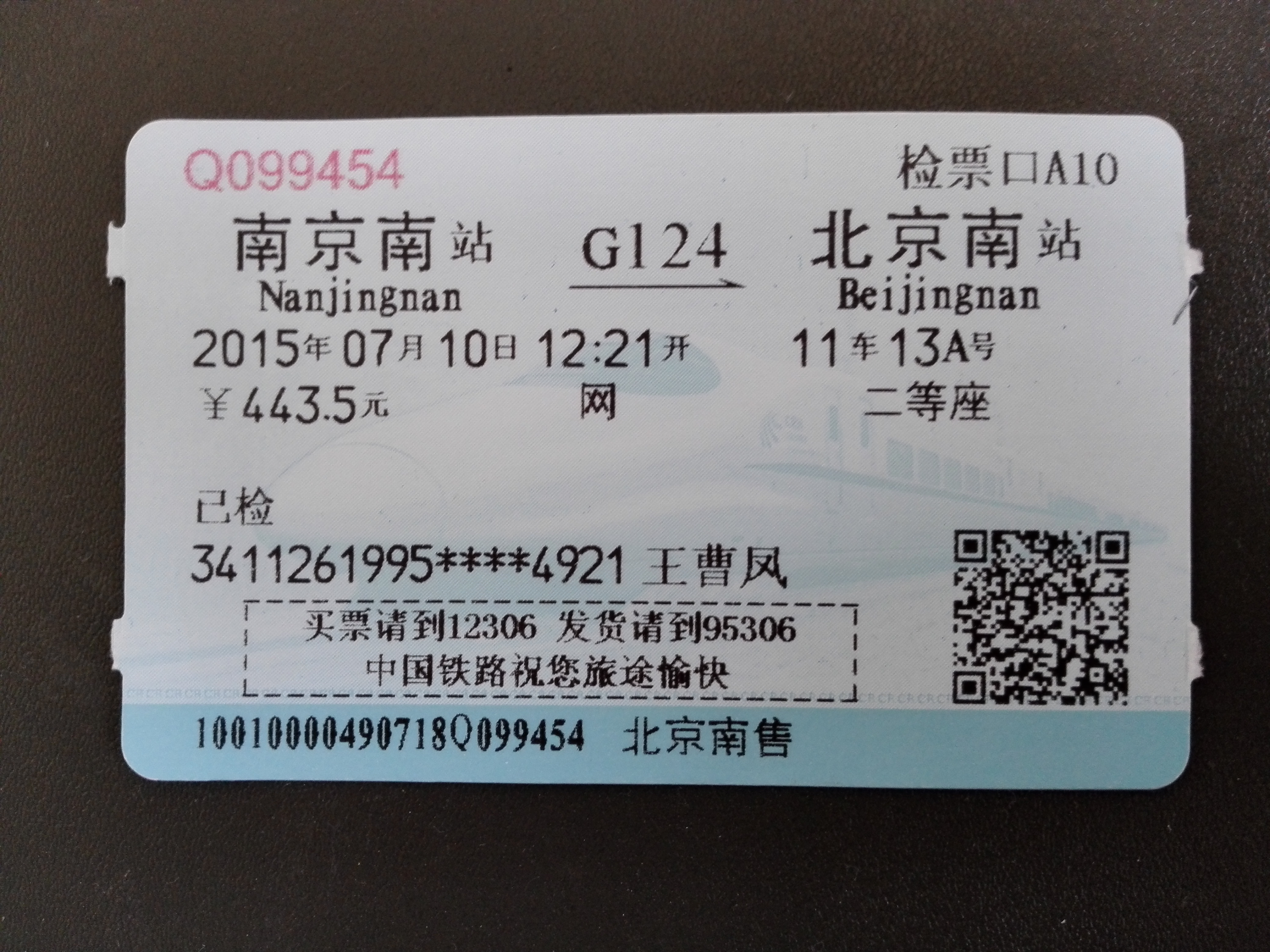
实名制实施后印有乘客姓名和公民身份证号码的成人票

中国大陆火车票实名制是指中國大陸每个火车站售票点、代售处和广深港高速铁路香港段车站对购票的乘客实行实名登记的制度。

## 概況
由于大陆每年春运期间，大量乘客无票可买，而不得不向黄牛党购买高价车票。而实名制可以有效地打击倒票行为。虽然实名制不能从根本上解决中国铁路“一票难求”的问题，但可以使火车票相对公平的出售。民间对火车票实名制的呼声已有多年。一方面大部分火车票代售点及火车站售票处参与秘密或半公开地倒票；另外一方面，实行实名制需要更新工作程序，增加管理成本，因此铁道部门并不能从实名制中获取任何好处，所以铁道部考慮到本身利益不同意实行实名制。
2010年1月8日，铁道部正式发表公告称，于2010年春运期间在广州铁路集团公司和成都铁路局部分车站试行火车票实名制。
2011年，武广高铁、郑西高铁、武汉铁路局部分车站首次试行实名制售票。从2011年6月1日起，全国动车组车票开始实行实名制，所有动车组车票（G字头、C字头、D字头）除上海金山城际外已全面实行实名制。
2012年元旦开始，中国内地绝大多数火车票均实行实名制。乘客也可以通过电话和网络购票。不过通过网络购票的证件被限制为“中华人民共和国居民身份证”、“港澳居民来往内地通行证”、“台湾居民来往大陆通行证”、“护照”四种。乘坐往来内地和香港间的京九直通车、沪九直通车、广九直通车以及国际列车，因乘客需凭护照等有效证件通关之后才可上车，故不实行实名制。部分铁路局的管内非动车组列车，以及少數短程公交化运营的线路（如北京S2线列车、上海金山城际列车、七滦铁路列车、宁波－余姚間列車、绍兴-上虞间列車等）也不实行实名制，但在网络购票因需实名注册才可进行，所以在通过网络购买上述列车车票仍需输入乘车人之證件號碼。
2018年9月23日开通的广深港高速铁路香港段亦采用实名制购票。
2020年2月1日，为加强2019冠状病毒病疫情防控，即日起购票人须提供每名乘车旅客本人使用的手机号码，未成年人、老年人等重点旅客以及无手机的旅客可提供监护人或能及时联系的亲友手机号码，港澳台旅客、外籍旅客可提供电子邮箱。铁路部门在必要时核验手机号码真实性，核验不通过将影响其继续购票。该举措率先在12306网站（含手机客户端）实施。

## 不实行实名制的中國國鐵列車
- 北京S2线列车
- 上海金山城际列车

## 有效证件
购买实名制车票，须有以下证件之一：
- 居民身份证
- 临时身份证
- 护照
- 户口簿
- 中华人民共和国旅行证
- 中国人民解放军军人保障卡
- 军官证
- 武警警官证
- 士兵证
- 军队学员证
- 军队文职干部证
- 军队离退休干部证
- 军队职工证
- 按规定可使用的有效护照
- 港澳居民來往內地通行證
- 往来港澳通行证
- 台湾居民来往大陆通行证
- 往来台湾通行证
- 外国人居留证
- 外国人出入境证
- 外交官证
- 领事馆证
- 海员证
- 外交部开具的外国人身份证明

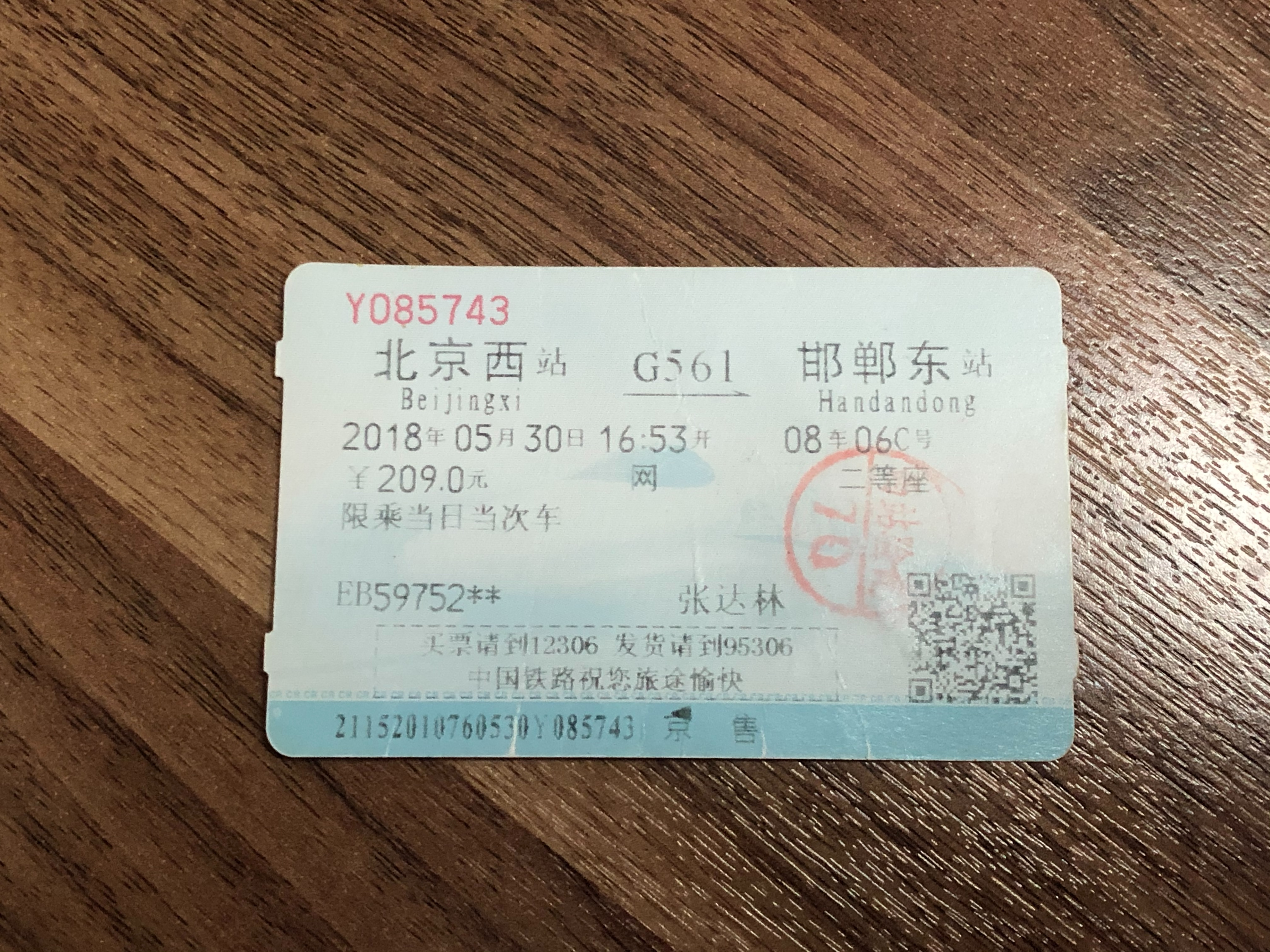
使用护照购买的火车票

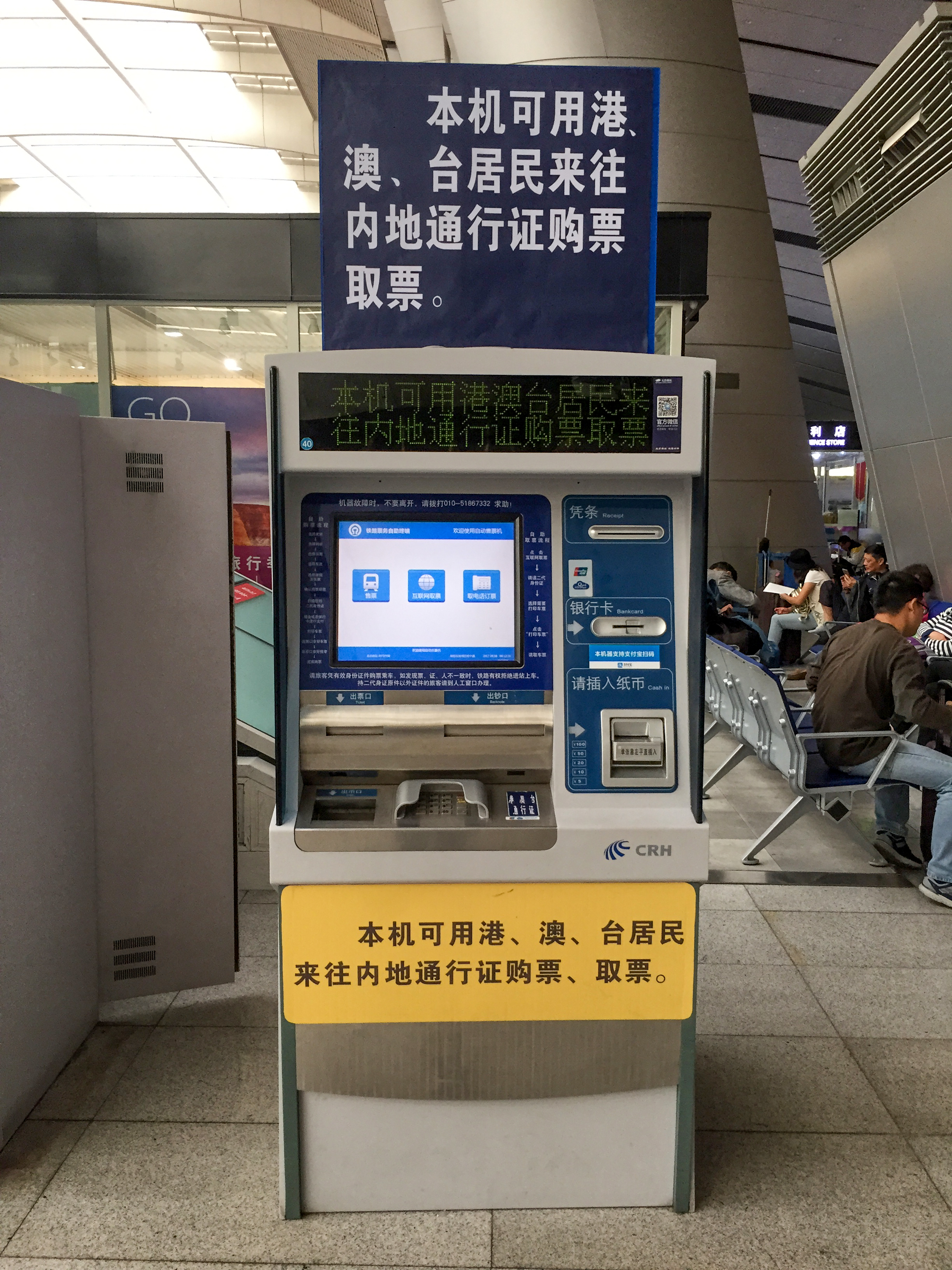
北京南站出发层一台可使用回乡证、台胞证的自动售票机

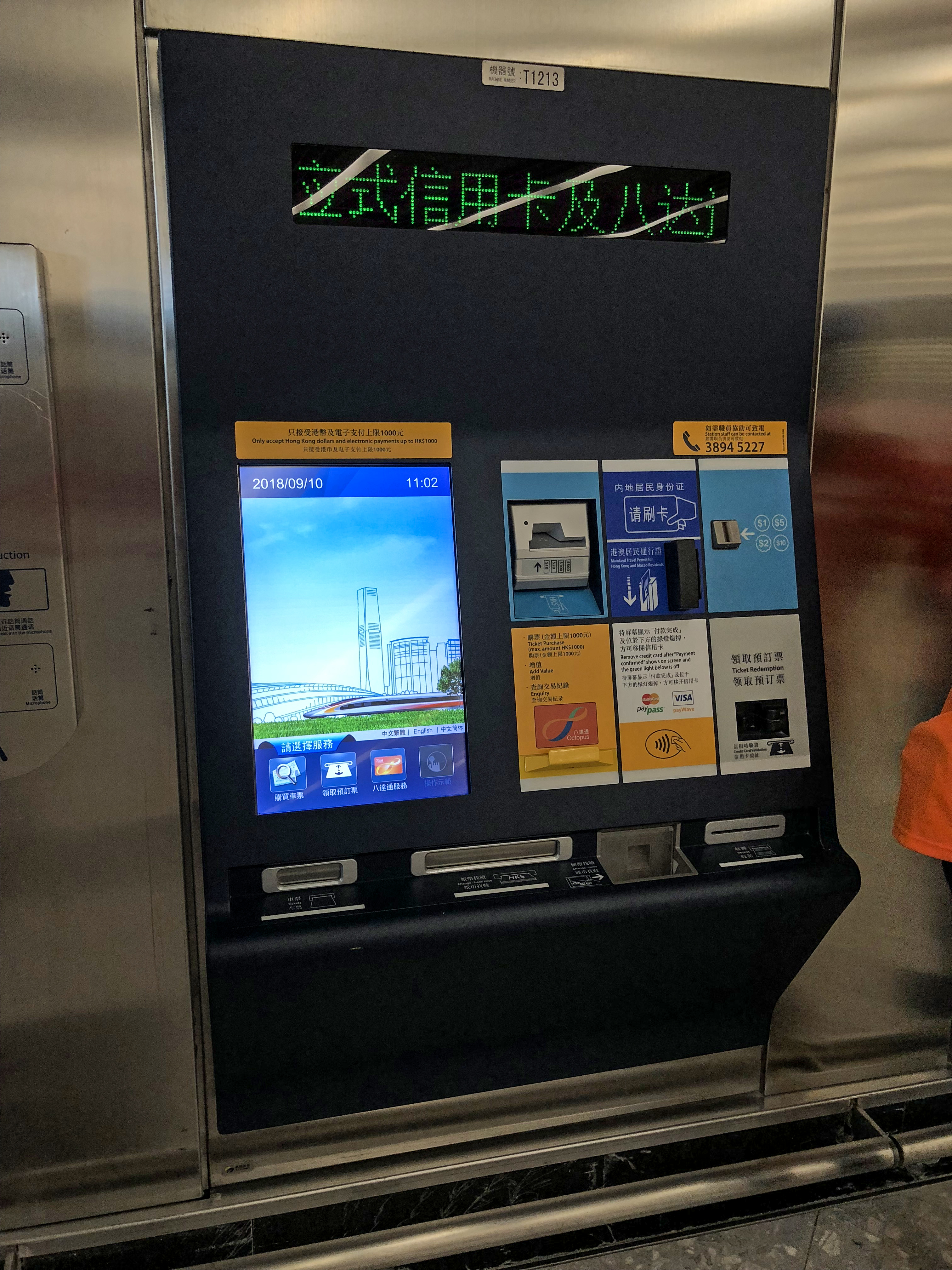
香港西九龙站的旧款港铁自动售票机，支持使用中国内地居民身份证和港澳居民通行证

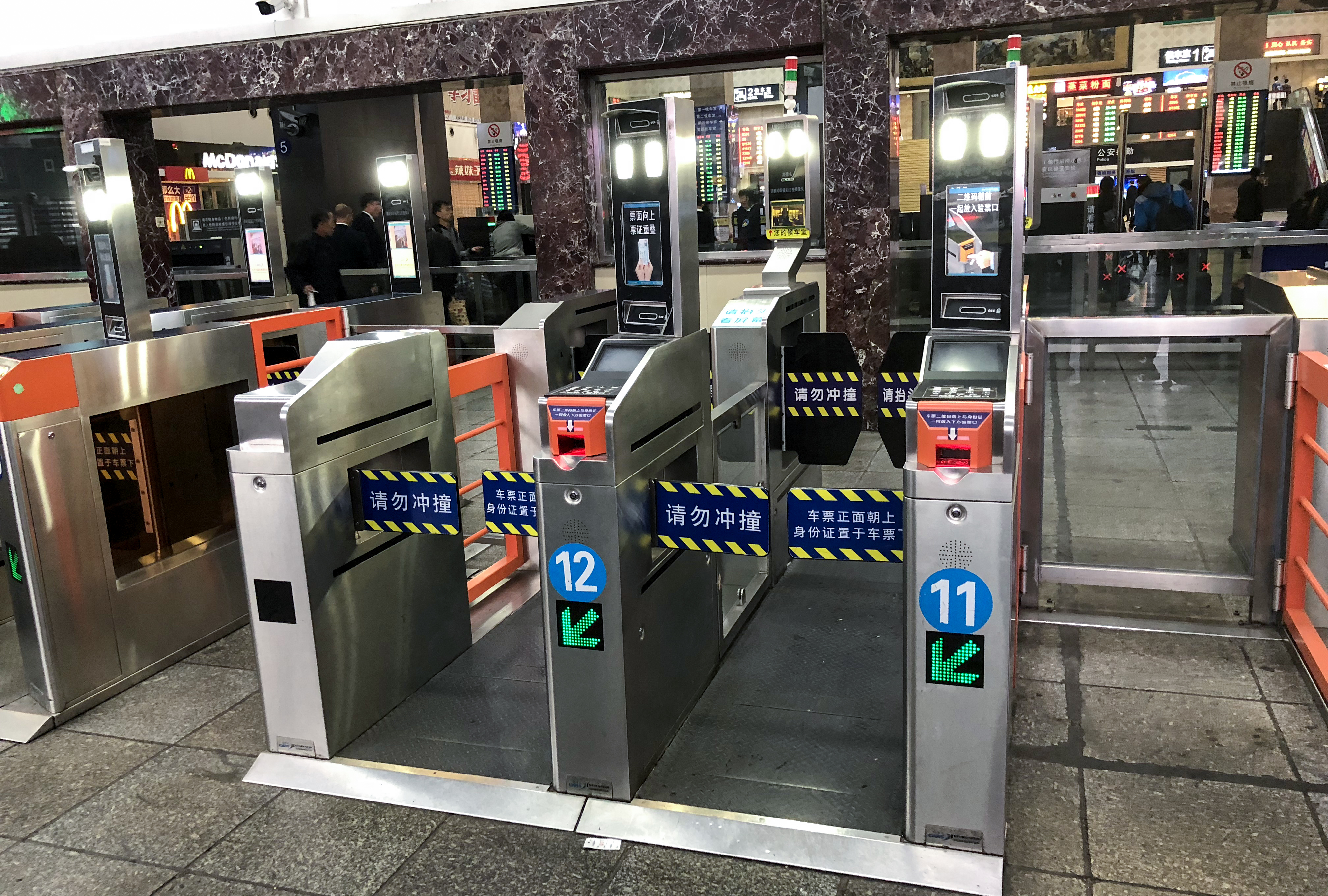
长沙站进站口的自助实名制验证装置

- 地方公安机关出入境管理部门开具的护照报失证明
- 铁路公安部门填发的乘坐旅客列车临时身份证明

2010年2月，新增9种有效证件：
- 居民户口簿
- 居民居住证(带照片)
- 居民暂住证(带照片)
- 过期居民身份证
- 驾驶证
- 学生证
- 退伍证
- 刑满释放证明
- 救助证明

按规定新增的9种证件均将不能在窗口直接购票，可持此类证件向公安机关申请办理临时身份证明购票。
2023年6月25日，新增军士证和警士证作为购票可用证件。
持铁路乘车证和特种乘车证也可以作为实名乘车的有效证件。铁路乘车证包括：硬席全年定期乘车证；软席全年定期乘车证；硬席临时定期乘车证；软席乘车证；硬席乘车证；通勤（学）乘车证；就医乘车证；便乘证；定期通勤乘车证；探亲乘车证；购粮乘车证。特种乘车证包括：全国铁路通用乘车证；省级以上机要通信人员使用的软席乘车证；邮政部门使用的限乘邮车及铁路指定位置的机要通信人员免费乘车证、邮局押运人员免费乘车证、邮局视导员免费乘车证；中国铁路邀请的外国铁路代表团使用的中华人民共和国铁路免费乘车证；国务院铁路主管部门邀请的其他政府部门和新闻单位检查铁路工作时使用的全国铁路免费乘车证；铁路专用乘车证；用于到外站装卸作业及抢险的调度命令；口岸站的海关、边防军、银行使用的往返免费乘车书面证明等。

## 行程冲突
中国铁路客户服务中心发布新规规定，为防止黄牛利用他人身份信息在网上囤票倒票，网上售票系统自2014年12月26日起不再接受行程冲突的购票。行程冲突指车票票面记载的列车时间、车次和身份信息相同的车票。但同时铁路部门表示，部分有需要的乘客可以使用不同证件前往车站售票处分段购买一趟列车的的不同车票。

## 相关事件与批评

### 设备升级问题
- 截至2011年1月10日，广州各地的车票受理点依然有很多没有接到销售实名制车票的通知，部分检票人员也称没有收到要求同时查看旅客的车票和身份证件的相关文件。而实名制可以提前10天购票，故有人担心广州超过200个车票受理点的系统升级是否来得及[16]。
- 广州站每年购票排队在高峰期能排到环市路与解放路交接的路口，长达500多米，春运期间广州车站人流量更大，有人质疑车站人手不足，试点为何不选在非春运期间，客流量小，车站“人手”充裕，试点的效果可能会更好。同时实名制必然会延长购票时间，如何缓解购票人流也是一个问题。
- 实名制需要的有效证件种类太多，特别是“外交官证”、“海员证”等不常见的证件，如何有效辨别真假也是问题。
- 关于学生购票的问题，按照规定要求“1.5米以上16岁以下没有办理身份证的未成年人可凭户口簿、户口所在地公安机关出具的户籍证明信或学生证购票。”16岁以上、未办理身份证的学生急于出门该如何处理因此成为问题[17]。

### 实用性争议
2011年7月23日发生的温州动车追尾事故，由于铁道部一直无法拿出一份完整的乘客名单，另外有媒体报道车票查询不包含身份证信息核对，实名制被认为流于表面。

### 假名购票
2014年1月10日，一位网友为验证身份信息认证漏洞，使用东方Project的两个角色名加自己的真实身份证号在12306网上订票成功购得两张福州至福州南往返动车票，并成功人工取票，并在微博上直播了成功入闸，乘车与车务验票，出闸。原因是订票系统未与公安的公民身份信息系统联网，只校验身份证号是否符合格式，不检查身份证号与相应信息的真实匹配。也有报道称部分黄牛利用这个缺陷，利用自动生成的符合格式的假身份证号进行抢票并囤积票源。之后铁道部官方网站12306修改系统并与公安部门的身份信息系统实现联网，虚假姓名或证件号码将无法通过验证。

### 自助售票机英文界面争议

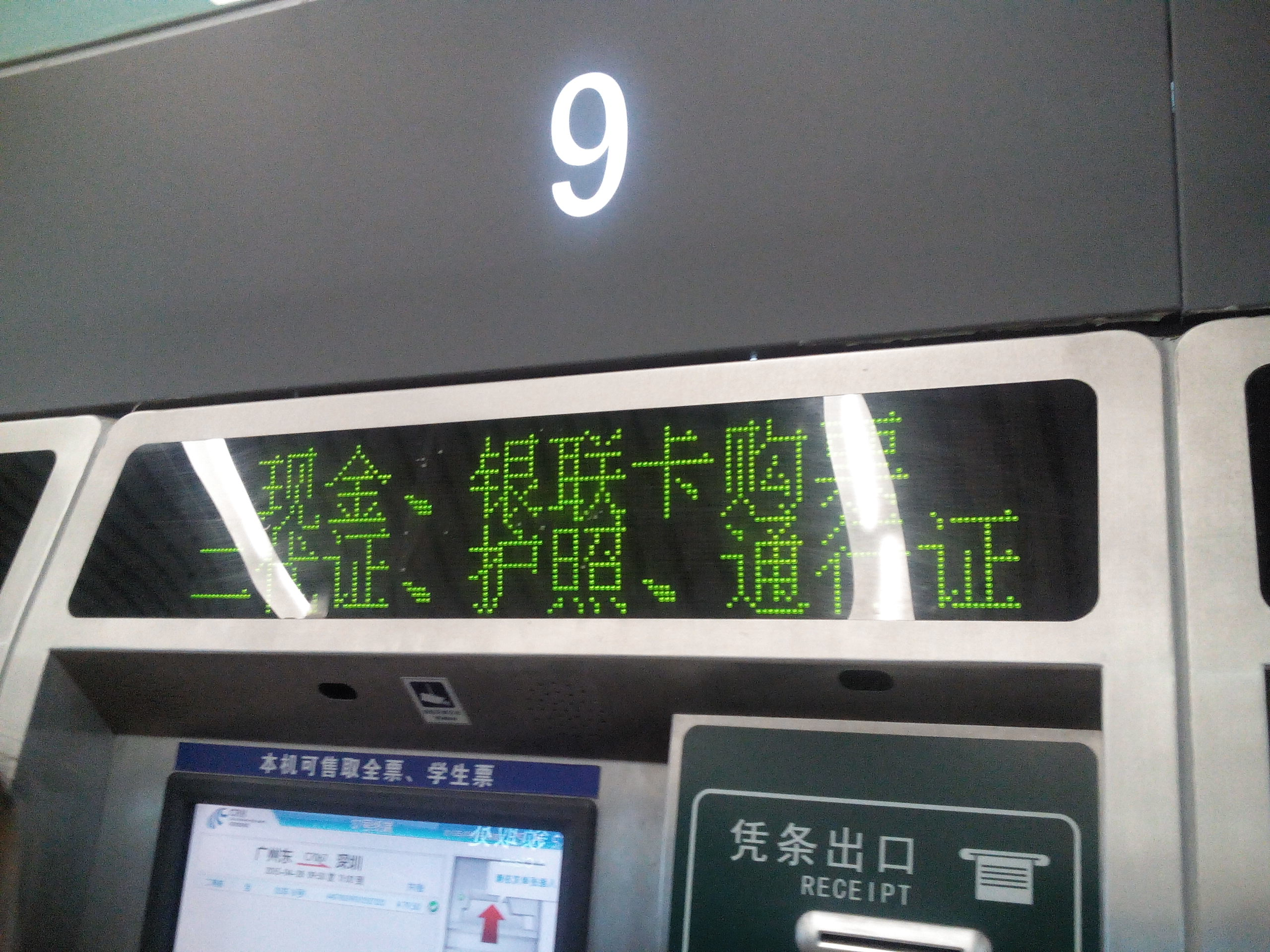
设于广州东站内的广深动车组列车专用售、取票机，是中国铁路系统内较早开始支持使用护照、港澳居民来往内地通行证的实名制售票机

自2011年6月1日中国大陆动车组列车全面实行实名制售票后，火车站内自动售票机为符合实名制规定，在大部分自助售票机上设置了身份证的扫描设备，只有对购票人的身份证进行识别后才能购买火车票。在2012年1月28日，网友“假装在纽约”在微博中上传了一张地理位置社交网站Foursquare的截图，图中一名自称来自俄罗斯的网友在北京南站表示：“既然只有持中国身份证才能在自动售票机上买票，那他们弄一个英文的界面干什么呢？”而在实名制售票实施前，外籍旅客无需出示身份证即可在设有英文界面的自动售票机上购票；而目前也只有部分车站安置了可以读取护照、港澳居民来往内地通行证的自助售票机。在浙江工商大学工作的法国籍法语教师皮埃尔也表示，既然设置了英文界面，就应该考虑到外国人的买票需求。也有网友建议，可以在给外国人签发的中国签证中加入智能芯片，在使用自动售票机时直接读取中国签证即可解决问题。
2014年8月6日，《新京报》发表评论《老外用不了，自动售票机整英文干啥》，评论称有网民对此争议调侃：“方便国人在买票同时练英语，良苦用心懂不懂？。”

### 运营理念倒退
上海铁路局部分车站商店的承包商华铁商贸有限公司在其官网发表文章指“2011年在中国‘高铁之殇’后，客站建设和运营理念从‘服务旅客’又回归到了传统车站的‘管理旅客’模式”。2008年建成的北京南站使得使用者无需持有车票，就可以通过安检进入站内，乘车、送站、购物等，对于传统车站是一场革命。但是实行进站口全面实名制查验后，送站者无法进入候车大厅，使得候车室商铺的人流量减少；甚至部分在商店内工作的员工为了进入查验区内的商店，不得不以购买短途车票的方式才得以进站。该文章认为，高铁车站如果实现开放式管理，其商店年营业额至少增长15%以上。

### 最低换乘时间限制
2018年9月21日，中国铁路总公司在无事先通知的情况下突然开始实施最低换乘时间限制：乘客所购买的两张车票需间隔40分钟以上，否则出票失败。由于正临中秋假期，再加上并无事先通知，有乘客对此新规表示不满并表示此举已严重影响出行。《现代快报》认为此举使得部分车站设有的中转换乘通道形同虚设，12306于当晚22时左右将大部分车站的换乘时间最低限制由原先的40分钟改为10分钟，但部分车站似乎仍然有40分钟甚至45分钟的间隔限制。9月22日，中国铁路总公司将同站换乘车票的限制间隔改为10分钟以上，不同车站换乘的两张车票间隔需在40分钟以上。